# Stavanger Ishall
Stavanger Ishall eller Siddishallen är en ishall i Stavanger i Norge. Den byggdes 1968 och tar 3 000 åskådare. Här spelar ishockeylaget Stavanger Oilers sina hemmamatcher.